# Kinderherzsport
Kinderherzsport ist eine Rehabilitationsmaßnahme für Patienten mit kardialen Erkrankungen im Kindesalter. Nach Abschluss der akuten kinderkardiologischen Behandlung kann zur 
- Wiederherstellung bzw. Optimierung der durch die Erkrankung möglicherweise reduzierten motorischen Fähigkeiten bzw.
- zum Aufholen der durch die Krankheitsdauer verzögerten Entwicklung motorischen Fähigkeiten

der Kinderherzsport ärztlich verordnet werden.
Im Gegensatz zum Herzsport bei Erwachsenen liegt beim Kinderherzsport der Schwerpunkt bei der Förderung der motorischen Entwicklung während der gesamten Wachstums- und Entwicklungsphase.

## Durchführung
Der Kinderherzsport wird von Gesundheitssportvereinen, Sportvereinen und Rehabilitationskliniken in Form von örtlichen Kinderherzgruppen durchgeführt. Dabei werden die therapiefähigen jungen Patienten (im Alter von ca. 3-16 Jahren) nach einer kardiologischen Untersuchung hinsichtlich ihrer aktuellen Leistungsfähigkeit und der Rehabilitationsziele beurteilt und einer von sechs unterschiedlichen Gruppen zugeordnet:
1. Patienten nach herzchirurgischen/katheterinterventionellen Eingriffen
2. Patienten mit nicht operationsbedürftigen Herzfehlern
3. Patienten mit inoperablen Herzfehlern
4. Patienten mit chronischen Myokarderkrankungen
5. Patienten mit problematischen Herzrhythmusstörungen
6. Patienten nach Herztransplantation

Anhand dieser Eingruppierung werden die Kinder unter kinderkardiologischer Kontrolle von einem speziell ausgebildeten Kinderherzsport-Übungsleiter angeleitet, wobei angesichts des potentiellen kardialen Risikos die Gruppengröße 10 Kinder nicht übersteigen sollte.
Zu beachten ist auch, dass lt. DGPR-Stellungnahme über die für die Erwachsenenherzgruppen geltenden Sicherheitsmaßnahmen hinaus ein speziell für Kinder geeigneter Defibrillator mit EKG-Aufzeichnungsmöglichkeit zur Verfügung stehen muss.

## Ziele
Die Kinder sollen ihre Möglichkeiten im Rahmen der jeweiligen Erkrankung (und daraus resultierenden Einschränkungen) einschätzen und ausnutzen lernen. Die Situation nach kardialen Erkrankungen ist für sie in vielerlei Hinsicht problematisch:
- sie müssen die neue physiologische Situation nach einer operativen oder interventionellen Therapie annehmen lernen und ihre veränderten Grenzen kennenlernen,
- sie benötigen durch ihre permanente Entwicklung ständig neue Erfahrungen über die sich verändernden körperlichen Möglichkeiten
- sie müssen die psychologische Problematik (Erkennen der eigenen Schwäche/Schwächung und daraus resultierender Belastungsangst) überwinden.

Die konkreten Ziele und der Zweck der Kinderherzgruppen sind gemäß der DGPR daher:
- Allgemein:
  - Abwendung, Beseitigung, Minderung, Verhütung einer Verschlimmerung oder Minderung der Folgen von Behinderung
  - Förderung der Selbstbestimmung/der Selbstverantwortung (Hilfe zur Selbsthilfe)
  - Förderung der gleichberechtigten Teilhabe am Leben in der Gesellschaft (Partizipation) sowie Vermeidung oder Entgegenwirkung möglicher Benachteiligungen
  - Steigerung der Lebensqualität
- Speziell:
  - Medizinisch-therapeutische Effekte
  - Erfahren der individuellen Leistungsgrenzen
  - Ausgleich von psycho-motorischen Defiziten
  - Stabilisierung der Persönlichkeitsentwicklung
  - Verbesserung der psycho-sozialen Situation
  - Transfer in den Alltag
  - Soziale Integration

Somit ist nicht eine Ausdauer-/Leistungssteigerung das vorrangige Ziel des Kinderherzsports, sondern die Vermeidung falscher Schonung, die Anpassung und Entwicklung der Koordination und das Erkennen der vorhandenen und sich verändernden Leistungsfähigkeit und deren Grenzen. Damit sollen die Kinder in die Lage versetzt werden, die ihnen zur Verfügung stehenden körperlichen Möglichkeiten angstfrei zu nutzen und eine möglichst normale kindliche Entwicklung zu durchlaufen.
Ebenso erfahren auch die begleitenden Eltern die körperlichen Möglichkeiten und Grenzen ihrer Kinder und können dieses Wissen in die Alltagsgestaltung einbringen.

## Medizinischer Hintergrund
Chronische Herzerkrankungen wirken auf den gesamten Organismus. Durch eine Schonung über das notwendige und sinnvolle Maß hinaus werden die negativen Auswirkungen der Herzerkrankung verstärkt, eine der Erkrankung angepasste körperliche Betätigung wirkt dem entgegen und verbessert die motorischen Fähigkeiten und Fertigkeiten, die körperliche Leistungsfähigkeit und die psychische Situation der Kinder und ihrer Familien.